# Egen Sogn

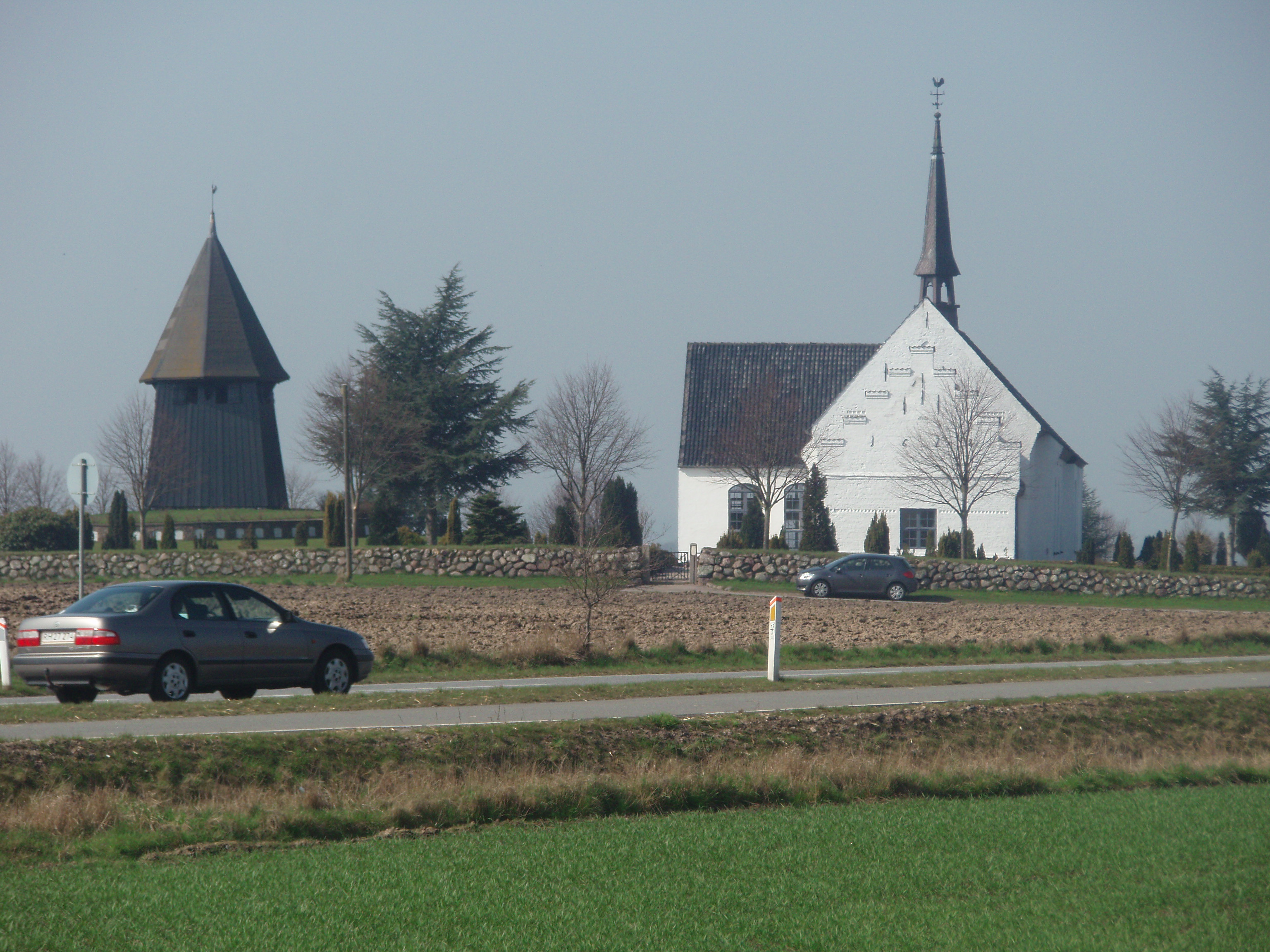
Egen Kirke in Guderup

Egen Sogn (dt.: Eken) ist eine Kirchspielsgemeinde (dän.: Sogn) auf der Insel Als in Nordschleswig im südlichen Dänemark. Bis 1970 gehörte sie zur Harde Als Nørre Herred im damaligen Aabenraa-Sønderborg Amt, danach zur Nordborg Kommune im damaligen Sønderjyllands Amt, die im Zuge der Kommunalreform zum 1. Januar 2007 in der „neuen“  Sønderborg Kommune in der Region Syddanmark aufgegangen ist.
Im Kirchspiel leben 2899 Einwohner, davon 2416 in Guderup (Stand:1. Januar 2023).

## Kirche
In der mittelalterlichen, romanischen Pfarrkirche von Egen sind Herzog Friedrich von Schleswig-Holstein-Sonderburg-Norburg, seine Frauen Juliane von Sachsen-Lauenburg und Eleonore von Anhalt-Zerbst, sowie sein Sohn und Nachfolger Johann Bogislaw beigesetzt.